# Публий Элий Туберон
Пу́блий Э́лий Туберо́н (лат. Publius Aelius Tuberō; умер после 177 года до н. э.) — римский политический деятель из плебейского рода Элиев, дважды занимавший должность претора (в 201 и 177 годах до н. э.). Управлял провинцией Сицилия, участвовал в урегулировании восточных дел после Антиоховой войны.

## Биография
Публий Элий принадлежал к незнатному плебейскому роду, представители которого только в конце III века до н. э. появились в составе сенатского сословия. Подробнее о происхождении Публия источники не рассказывают.
Первые упоминания о Публии Элии в сохранившихся источниках относятся к 202 году до н. э. Тогда Туберон был плебейским эдилом; совместно с коллегой, Луцием Леторием, он поставил на Капитолии три статуи, приобретённые на суммы из «штрафных денег», организовал игры и угощение Юпитеру по случаю этих игр. Уже после этого эдилы были признаны «огрешно выбранными», так что им пришлось досрочно сложить полномочия. В следующем году (201 до н. э.) Туберон занял должность претора и получил в управление Сицилию по результатам жеребьёвки. В провинции он принял у своего предшественника, Гнея Тремеллия Флакка, командование над двумя легионами.
В 189 году до н. э. Публий Элий стал одним из децемвиров, назначенных сенатом для оформления границ в Азии после Антиоховой войны. Совместно с проконсулом Гнеем Манлием Вульсоном децемвиры заключили с представителями Антиоха III мир в Апамее, по которому царь был обязан вывести войска из Малой Азии, уничтожить почти весь флот, передать Риму всех боевых слонов и выплатить огромную контрибуцию. Они вернулись в Рим в 187 году до н. э., после чего большинство децемвиров обвинило Вульсона в ряде злоупотреблений; реальных последствий это, видимо, не имело.
В 177 году до н. э. Публий Элий во второй раз получил претуру. Теперь это была должность городского претора (praetor urbanus), наиболее почётная в коллегии. После этого Туберон уже не упоминается в источниках.

## Потомки
Сыном Публия был Квинт Элий Туберон, предположительно легат в 168 году до н. э., зять Луция Эмилия Павла Македонского. Последний был коллегой Публия по восточной миссии, так что между двумя нобилями могли существовать старые связи. Античные авторы рассказывают, что семья Элиев Туберонов была очень многочисленной и бедной (шестнадцать человек жили в одном тесном доме и кормились с маленького клочка земли), но при этом сохраняла «нравственное совершенство».